# 东沟组
东沟组是位于中国新疆呼图壁县一带的上白垩世地层，1956年由新疆石油局孙剑烺等命名。该地层以灰棕、灰红、砖红色砾岩为主，间夹红褐色砂质泥岩、砂岩、粉砂岩等。